# 盧夫·昆爵
盧夫·昆爵（英語：Rufus Scrimgeour），是J.K.羅琳的奇幻小說系列《哈利·波特》中的虛構角色。他於第六輯中接任前任魔法部部長康尼留斯·夫子之職，並以英國魔法部部長的身分正式登場，直至他於下一輯小說中去世。他被描述的外觀為有著一頭黃褐色和灰白斑駁的長髮和濃密的眉毛，以及有一雙目光銳利的黃色眼睛和戴上金屬絲框眼鏡，使他看起來活像是一頭老獅子。
在獲選為魔法部部長之前，昆爵是魔法部的正氣師辦公室負責人，他為正氣師服役的多年來身經百戰並戰痕累累，這讓他的外表看起來十分精明強硬。作為新任魔法部部長，他跟轉任顧問的夫子一起拜訪麻瓜首相，向他通報最近發生的巫師世界事件，這對內部安全至關重要。然而不管昆爵看起來多麼強硬，他（跟魔法部的其他人）更關心魔法部的聲譽，而不是看到食死人與佛地魔對魔法世界構成的危險，魔法部試圖掩蓋來自阿茲卡班的突圍，並逮捕像史坦·桑派（Stan Shunpike）般的隨機嫌疑人。他試圖邀請被貼上「被選中的人」標籤的哈利到訪魔法部以提高巫師人口的士氣，這樣公眾就會相信哈利支持魔法部反抗佛地魔的行動。這成為了不支持這個想法的鄧不利多與魔法部部長之間爭論的根源。哈利也拒絕了作為這個角色，主要是因為他本人與魔法部對立的歷史，以及魔法部對待鄧不利多與史坦·桑派的方式。昆爵在中作短暫露面，由於其職位的壓力，使他看上去疲憊而無情。
在裡，昆爵按照鄧不利多的意願，在洞穴居宣讀其遺願，但哈利與他之間很快又引發爭吵，使雙方不歡而散。昆爵在食死人滲透魔法部後不久就被殺害。有傳言指他被殺之前，食死人試圖向他拷問出哈利的下落，以致他遭受折磨而死。在聽到昆爵在生前最後一刻竭力保護哈利拒絕透露其下落，使哈利對此感激不盡。在食死人掌控了魔法部之後對外宣稱他辭職了。
昆爵在電影裡由標·尼菲飾演，他在當中被描繪為威爾士人和更富有同情心的角色。

## 相關情節

### 首五集小說及電影
盧夫·昆爵原為正氣師辦公室之首，因前魔法部部長康尼留斯·夫子在佛地魔重生後犯下過多的錯誤，遭到魔法界強力撻伐後遭撤換下台，由昆爵接任其職，而夫子轉任顧問。昆爵就如魔法部前高級官員巴提·柯羅奇般，一生致力於對付黑巫師，他為人處事雷厲風行，強調魔法部的權威，以強硬的作風獲得魔法世界的支持。

### 鳳凰會的密令
在中，小仙女·東施曾對雷木思·路平提及昆爵曾向她與金利·俠鉤帽問及一些奇怪的問題，讓鳳凰會成員警覺往後動必須更為小心，避免讓當時選擇不相信佛地魔捲土重來的魔法部視作反抗勢力。後來魔法部坦承錯誤，並改由盧夫·昆爵接任為魔法部部長。然而昆爵於上任不久便傳出他與鄧不利多不和的傳言，原因是他希望哈利等魔法界中對抗佛地魔的核心人物能夠為魔法部的政策站台，還派人跟蹤鄧不利多的行動並試圖參與其中。

### 最後兩集小說及電影
在《混血王子的背叛》與《死神的聖物》中，昆爵曾三度出面親自游說哈利公開表態支持魔法部的政策以鼓舞巫師界大眾。然而哈利與鄧不利多早已對魔法部信心盡失，而且昆爵上任後對食死人的嫌疑者的強勢緝捕行動並無實際成效，使他每次向哈利與鄧不利多談合作的時候總是踢到鐵板。由於哈利的不合作態度，使兩人的關係數度緊張，昆爵也悻悻然的拋下一句：「看來你從頭到腳都是鄧不利多的人了！」，經過哈利的轉述，鄧不利多覺得昆爵的指控很沒禮貌。昆爵認為哈利命中註定跟必須佛地魔一決生死，故應以「被選中的人」的身分來提振士氣（然而鄧不利多則認為是他們雙方「選擇」一決生死）。
鄧不利多去世後，昆爵把鄧不利多留給哈利等三人的遺物扣留下來並經過檢查，並以歷史文物為由拒絕把葛來分多寶劍交予哈利。儘管昆爵對抗佛地魔的立場堅決而強硬，惟未能阻止潛伏於魔法世界多年的食死人滲透魔法部。
在第七集小說及電影裡，一眾食死人於比爾·衛斯理跟花兒·戴樂古的婚禮當天大舉入侵魔法部，昆爵本人慘遭殺害，昔日的魔法部正式崩潰，而佛地魔勢力正式入主魔法部。有傳言指食死人試圖向昆爵拷問出哈利的下落，由於昆爵先前曾到訪洞穴屋向哈利等人宣讀鄧不利多的遺囑，然而一眾食死人在他領導的魔法部倒台後全面突擊搜索為了混淆哈利蹤跡而受鳳凰會保護的12棟房子，由此可以得知，若傳言屬實的話就顯示出他並沒有出賣哈利。
在《死神的聖物》中提及，昆爵死後遺留的魔法部長職缺一度由被食死人施加控制的派厄思·希克泥接任，佛地魔陣亡後，金利·俠鉤帽接替希克泥成為繼任魔法部長。